# Can Gorgot
Can Gorgot és una casa del municipi de Vilamaniscle (Alt Empordà) declarada bé cultural d'interès nacional, també conegut amb el nom de Castell de Vilamaniscle.

## Descripció
A la part més alta del poble de Vilamaniscle hi ha un gran casal conegut amb el nom de Castell de Vilamaniscle. Tot i ser anomenat castell no té aspecte d'una fortalesa, ni tan sols el d'un palau, sinó el d'una gran masia fortificada. El nom de Castell de Vilamaniscle, ve segurament a causa de les enormes proporcions i la situació preemient dins el nucli urbà.
Presenta planta rectangular, i disposa de planta baixa i dos pisos. La coberta és a dues aigües. A la façana principal hi destaca un gran portal adovellat d'arc de mig punt de pedra calcària ben tallada. Damunt la clau de l'arc hi ha un emblema en relleu, amb decoració barroca, amb una inscripció que resa: NADA SIN DIOS. L'aparell de pedruscall apareix en tot l'edifici a excepció del perímetre de les obertures, on s'aprecien carreus ben escairats que permeten remarcar-les visualment. A la part superior de la façana i del llenç nord es conserven dues grans mènsules que devien sostenir un matacà defensiu. En aquest mateix sentit s'obriren algunes espitlleres que avui apareixen cegades. Al mur de ponent hi ha sageteres.
L'interior del casal es troba en un estat deplorable: la teulada s'ha enfonsat en diferents punts, alguns llenços dels murs s'han enrunat, etc. El juny 2022 l'ajuntament va començar la restauració: un projecte de llarga durada, atès l'estat malmès de l'edifici.

## Història
Està documentat al fons patrimonial de la família Gorgot (propietaris i residents a la torre Galatea de Figueres). Joan Gorgot i Llombart, fill de Miquel Gorgot i Anna Simon i Llombart va fer fortuna amb el comerç. Va casar-se amb Rosa de Cremadelles; el 3 de desembre de 1651, va adquirir, per compra feta als nobles Donna Maria de Lanuça i de Rocabertí, vídua relicta del noble Don Bonaventura de Lanuça i de Montbuy, senyor dels castells de Vilarig, Palau Çaverdera i Ceret, i al noble Don Josep de Lanuça i de Montbuy, comte de Plasencia, fill de dit matrimoni, el castell, lloc i terme de Vilamaniscle, amb tots els seus drets, pertinences i jurisdicció civil i criminal.